# 175th Street
175th Street – stacja metra nowojorskiego, na linii A. Znajduje się w dzielnicy Queens, w Nowym Jorku i zlokalizowana jest pomiędzy stacjami 181st Street i 168th Street. Została otwarta 10 września 1932.